# Sainte-Jalle
Sainte-Jalle é uma comuna francesa na região administrativa de Auvérnia-Ródano-Alpes, no departamento de Drôme. Estende-se por uma área de 18,16 km². Em 2010 a comuna tinha 317 habitantes (densidade: 17,5 hab./km²).